# Hernando Martel
Hernando Martel (Sevilla, circa 1515-Santa María de los Lagos Reino de Nueva Galicia, hoy Lagos de Moreno, Jalisco, ¿?) fue un conquistador español, oidor, político y oficial militar.

## Biografía
Nació en Sevilla, Andalucía, hacia 1515, en una familia de alta hidalguía y gran patrimonio. Fue hijo de Juan Martel de Escobar y Beatriz Gallegos. Llegó a Veracruz hacia 1538, posiblemente ya casado. Se desconoce el nombre de su esposa.

### Fundador de la Villa de Santa María de los Lagos
Durante la administración de Luis de Velasco y Ruiz de Alarcón como virrey de la Nueva España (1550-1564), fueron fundados varios pueblos en el Reino de Nueva Galicia con el propósito principal de consolidar sus defensas contra las incursiones chichimecas. Uno de ellos fue la villa española denominada Santa María de los Lagos, que la Real Audiencia de Guadalajara, encabezada por el licenciado Alonso de Oceguera, ordenó en enero de 1563 «al ilustrísimo señor don Hernando Martel, alcalde mayor de Teocaltiche y los Llanos de Zacatecas», que la estableciese en un lugar adecuado, y que fueran 73 familias nobles procedentes de España como colonos.
Efectuó la dicha fundación, el 31 de marzo de 1563, y le dio el nombre de Villa de Santa María de los Lagos, hoy Lagos de Moreno.
Además de la firma del fundador en el acta fundacional, están las del capitán Pedro de Anda, el bachiller Valdés, don Juan de Arrona, el escribano real don Juan de Málaga, don Alonso Macías Valadés y el ilustre don Diego Romo de Vivar. Los primeros alcaldes y regidores fueron elegidos el 25 de julio de 1563, poco después de la fundación. Martel conquistó y pacificó gran parte de la región conocida hoy como Lagos de Moreno.
El capitán Martel fundó el pueblo al estilo español, sobre restos de las culturas chichimeca y caxcana. Continuó la labor emprendida por Juan de Tolosa: recorrer incansablemente las tierras chichimecas. Participó en la guerra conocida como la Rebelión del Mixtón (1540-1551), que fue una serie de enfrentamientos entre varias naciones indígenas denominadas de forma genérica «chichimecas», pertenecientes a la Real Audiencia de Nueva Galicia, al poniente de la Nueva España, que se sublevaron contra el ejército español a mediados del siglo XVI. Durante esa época, varios pueblos indígenas ya habían sido conquistados previamente por los españoles, pero unidos rehusaron el sometimiento y se levantaron en armas.
En dicho conflicto Martel fue un oficial bajo el mando de Juan de Villalba. Ayudó a sofocar rebeliones en lugares tan lejanos como Compostela. Para recompensarlo por sus servicios a la Corona española, se le entregó en encomienda la mitad de los indios de Tepeque.
Acompañado de sus soldados, y apenas tuvo edad suficiente, seguido por su hijo don Hernando Gallegos, el capitán Hernando Martel dio protección a colonos y transeúntes, y entraba frecuentemente en los campamentos chichimecas para rescatar a los españoles secuestrados. Era un católico devoto y un hombre dedicado a los principios e ideales cristianos, además de fiel servidor del rey Felipe II. En múltiples ocasiones pidió al monarca hispano fondos adicionales para ayudar a pacificar la región, haciéndola segura para los colonos que llegaban. Finalmente, después de que múltiples solicitudes quedaron sin respuesta, don Hernando recurrió a pagar a sus tropas y comprar armas y suministros de su propio bolsillo.
El dominio de Martel sobre los territorios laguenses fue transferido a su hijo Hernando Gallegos, quien por muchos años fungió como alcalde mayor de Teocaltiche, extendiendo su gobierno a la recién fundada Villa de Nuestra Señora de la Asunción de las Aguas Calientes, también por muchos años.

### Homenajes
- En la ciudad que Martel fundó, y donde murió, Lagos de Moreno, existe una calle denominada «Hernando de Martel».
- La Calle 68 del Sector Reforma de Guadalajara (México) ostenta el nombre de «Hernando Martel».
- La Escuela Secundaria Mixta Vespertina No. 74 del Municipio de Tlajomulco de Zúñiga, Jalisco, ubicada en Avenida Granada 139, Hacienda Santa Fe, Tlajomulco, fue nombrada «Hernando de Martel» en su honor.[6]